# 골약역
골약역(Goryak station, 骨若驛)은 대한민국 전라남도 광양시에 위치한 경전선의 철도역이다. 2007년 5월 31일을 끝으로 여객취급이 중지되었으며 2016년 7월 14일 폐역되었다.

## 역명 유래
개골산(금강산의 겨울명칭)과 골약면 가야산의 암석이 비슷하게 생겼다하여 "같을 약"(若) 자를 써서 골약(骨若)이라 한데서 비롯되었다.

## 연혁
- 1968년 2월 7일 : 보통역으로 영업 개시[1]
- 1977년 5월 1일 : 화물취급 중지[2]
- 1984년 3월 1일 : 무배치간이역으로 격하[3]
- 1986년 2월 1일 : 전용선화물 한 화물취급 지정[4]
- 1998년 8월 11일 : 역사 철거
- 2001년 3월 9일 : 전용선 폐지
- 2005년 9월 30일 : 화물취급 중지
- 2007년 6월 1일 : 여객취급 중지
- 2016년 4월 29일 : 경전선 진주~광양 구간 복선화에 따른 이설로 폐역 고시[5]
- 2016년 7월 14일 : 경전선 진주~광양 구간 복선화에 따른 이설과 함께 폐역